# (38090) 1999 JN2
1999 JN2 (asteroide 38090) é um asteroide da cintura principal. Possui uma excentricidade de 0.19602140 e uma inclinação de 5.39824º.
Este asteroide foi descoberto no dia 8 de maio de 1999 por CSS em Catalina.